# Witch (groupe)
Pour les articles homonymes, voir Witch.
Witch est un groupe de heavy metal américain, originaire du Vermont et du Massachusetts. Leur premier album, éponyme, est publié en mars 2006 aux États-Unis. Inspirée par un heavy metal très 'seventies' (notamment Black Sabbath), leur musique a cependant une dynamique très moderne.

## Biographie
Witch est formé en 2005 par le guitariste J Mascis du groupe Dinosaur Jr et son ami de longue date Dave Sweetapple. Cependant, Mascis ne jouera pas de guitare pour le groupe ; mais plutôt de son premier instrument, la batterie. Pour compléter la formation,Mascis et Sweetapple recrutent le guitariste et chanteur Kyle Thomas, de King Tuff et Feathers. Leur premier album, éponyme, est publié le 7 mars 2006, au label Tee Pee Records. Ils contribuent aussi à une version alternative de la chanson Rip Van Winkle sur la compilation Invaders, publiée au label Kemado Records plus tard la même année. 
Leur nouvel album, Paralyzed, est publié le 18 mars 2008,,,. Depuis la sortie de l'album, le groupe ne montre plus signe de vie.

## Style musical
Le style musical de Witch (en particulier aux débuts du groupe) est évidemment influencé par Black Sabbath. Black Flag les inspire pour leur album Paralyzed. Leur musique a cependant une dynamique très moderne.

## Membres
- Kyle Thomas - chant, guitare
- Asa Irons - guitare
- Dave Sweetapple - basse
- Jay Mascis - batterie

## Discographie

### Albums studio
- 2006 : Witch
- 2007 : Paralysed

### Singles
- 2006 : Soul of Fire